# ミュゼクリニック
ミュゼクリニックは、医療法人財団匡仁会によって運営される美容医療のためのサロン。

## 概要
2020年4月1日に開院したミュゼプラチナムがプロデュースする女性専用の美容医療サロン。医療脱毛やHIFU、脂肪冷却、光治療、プラセンタ注射、ボトックス注射、低用量ピル処方などのサービスを提供する。ボトックス注射では、日本国内で唯一、厚生労働省による承認を受けているアラガン社の「ボトックスビスタ」を採用している。